# نفت‌هونو
نفت‌هونو (به لاتین: Naftonu) یک منطقه مسکونی در جمهوری آذربایجان است که در شهرستان لریک واقع شده است.